# Marián Masný
Marián Masný (Rybany, 13 agosto 1950) è un ex calciatore cecoslovacco, dal 1993 slovacco, di ruolo attaccante. Campione europeo con la Cecoslovacchia nel 1976.
Il fratello Vojtech fu anch'egli un giocatore della Nazionale mentre il figlio Marián Masný junior, giocatore del FC Mönchhof, ha giocato per Slovan Bratislava, Artmedia Petržalka, Tatran Devín, FK Dukla Banská Bystrica e ŠKP Bratislava

## Carriera

### Club
Ala veloce e tecnica, dopo aver iniziato nel 1967 con il Bánovce nad Bebravou, passò due anni dopo al Dukla Banská Bystrica. Nel 1971 fu ceduto allo Slovan Bratislava, in cui militò fino al 1983 vincendo complessivamente due campionati cecoslovacchi e due coppe nazionali.
A 33 anni si trasferì in Austria al SC Neusiedl am See dove giocò appena nove partite. Nella stagione successiva fece ritorno in Cecoslovacchia per militare nel TJ ZŤS Petržalka, ma nel 1985 attraversò nuovamente la cortina di ferro per giocare nel FC Mönchhof, fino a quando non si ritirò dal calcio giocato nel 1996.

### Nazionale
Con la Cecoslovacchia debuttò il 25 settembre 1974 a Praga contro la Germania Est e giocò la sua ultima partita il 24 giugno 1982 a Valladolid contro la Francia.
Partecipò ai campionati europei di calcio di Jugoslavia 1976 e Italia 1980 e al campionato del mondo 1982.

## Palmarès

### Giocatore

#### Club
- Campionato cecoslovacco: 2

Slovan CHZJD Bratislava: 1973-1974, 1974-1975
- Coppa di Cecoslovacchia: 2

Slovan CHZJD Bratislava: 1973-1974, 1981-1982

#### Nazionale
- Campionato d'Europa: 1

Jugoslavia 1976

#### Individuale
- Capocannoniere del campionato cecoslovacco: 1

1980-1981 (16 gol)